# Coccorchestes giluwe
Coccorchestes giluwe är en spindelart som beskrevs av Balogh 1980. Coccorchestes giluwe ingår i släktet Coccorchestes och familjen hoppspindlar. Inga underarter finns listade i Catalogue of Life.